# 曹淑 (晋朝)
曹淑（？—338年），彭城郡人，征西参军曹悦孙女，镇东将军司马曹韶的女儿，王导的夫人。

## 极妒
曹淑的妒忌心很重，禁止王导有婢女，甚至经常检查王导身边的男仆，见到有长相俊美的，都大骂一通。王导不能长久忍受，就悄悄的在家外建造了别墅，纳了很多小妾，生了不少儿女。有一个后会元日，曹淑在青疏台上看见几个小孩子骑着羊，都长得匀称可爱。曹淑远远的看着，十分喜欢这几个孩子，就对身边的婢女说：“你去问问这是谁家的孩子，太可爱了。”别墅的仆人没留意是曹淑的婢女发问，就回答说：“这是王丞相第四房、第五房妾的孩子。”曹淑知道后大吃一惊，无法忍耐愤怒，于是命令太监婢女二十人驾车，人人带着菜刀，出门去算账。王导担心小妾们遭受侮辱，也急忙叫人备车，飞快地出门，王导还担心驾车的牛跑不快，就用左手抓住车上的栏杆，右手拿着拂尘帮助车夫打牛，狼狈地飞驰，总算比曹淑先到了别墅。司徒蔡谟听说此事后感到好笑，就故意去拜访王导，对他说：“朝廷要赏赐您九锡了，您知道吗？”王导说知道了，接着说了一些自谦的话。蔡谟说：“我没听说要赏给别的东西，只听说有短栏杆牛车和长柄拂尘。”王导大为惭愧。

## 封箱
王悦为人谨慎谦和，对双亲也很孝顺，王导见到他就高兴，见到王恬就生气。王悦和父亲谈话，总是以缜密谨慎为根本。王导回台城，每次要走的时候，王悦都把父亲送到车上，他还经常和母亲曹淑一起整理箱子。王悦去世后，王导乘车回台城，从上车后一直哭到台城门口；曹淑整理箱子时就想到王悦，就把箱子封上，不忍心打开。

## 有同家人
咸康年间，晋成帝每次巡幸王导的府邸，都要去拜见曹淑，就好像是对自己的家人一样。侍中孔坦对此很不满意，经常直言极谏。

## 去世
咸康四年（338年），曹淑去世，被追赠丞相使用的黄金印章和系印章的紫色绶带。